# Frâncenii de Piatră, Sălaj
Frâncenii de Piatră este un sat în comuna Gâlgău din județul Sălaj, Transilvania, România.
În anul 2012 mai avea doar doi locuitori.

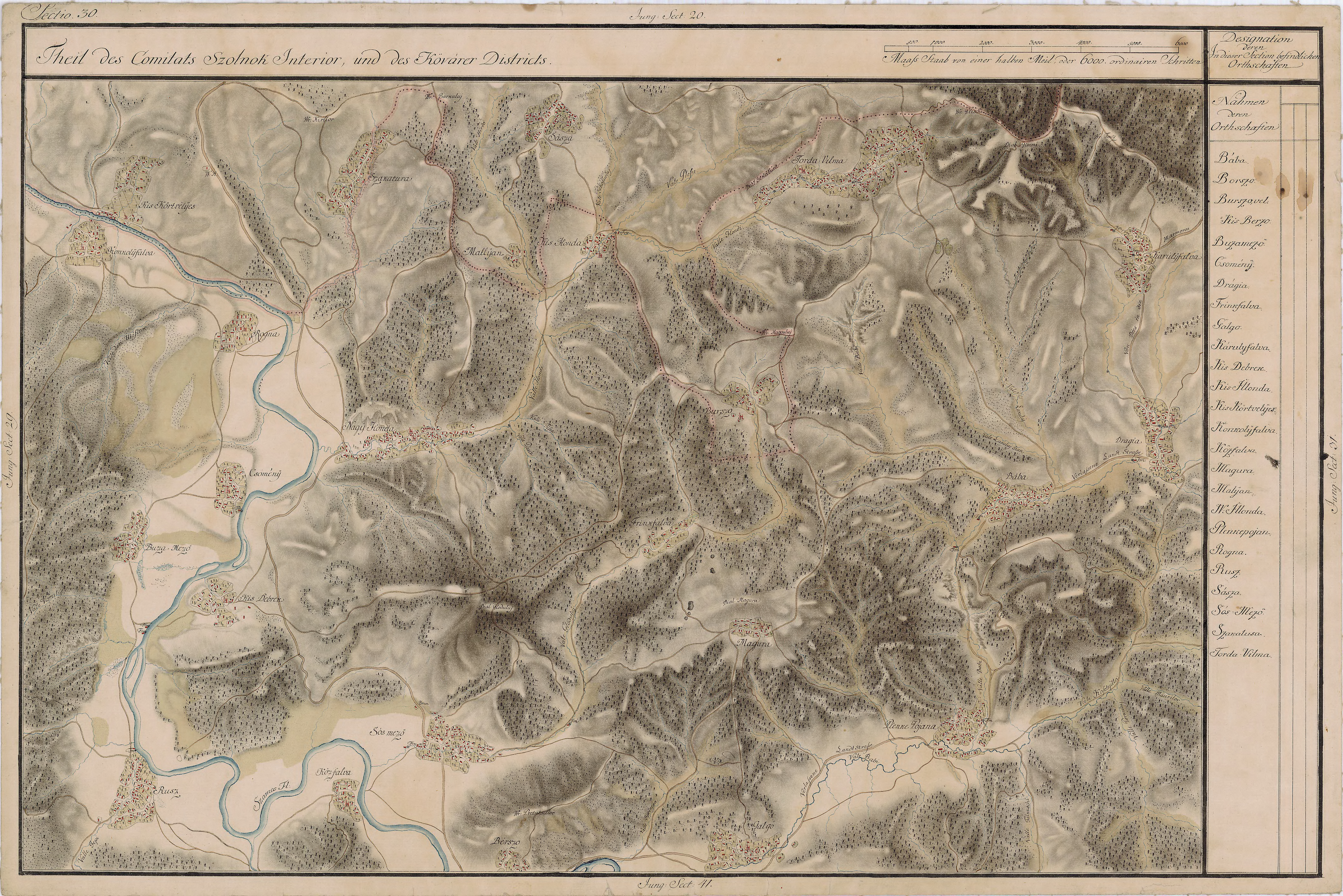
Frâncenii de Piatră în Harta Iosefină a Transilvaniei, 1769-1773